# Општина Доксат
Општина Доксат (грч. Δήμος Δοξάτου, Димос Доксату) је општина у Грчкој у округу Драма, периферија Источна Македонија и Тракија. Административни центар је место Доксат.

## Насељена места
Општина Доксат је формирана 1. јануара 2011. године спајањем 2 некадашње административне јединице: Доксат и Каламбаки.
- Општинска јединица Доксат: Доксат, Агора, Ватиспило, Ватихори, Горњи Кефалари, Доњи Кефалари, Еврипедо, Егирос, Ипсило, Кирија, Пигадија, Перистерија, Свети Атанасије.
- Општинска јединица Каламбаки: Каламбаки, Каламонас, Нерофрактис, Света Петка, Фтелија.